# Uloupené Kosovo
Uloupené Kosovo, původně známé pod názvem Jak Evropa přichází o Kosovo, je hodinový autorský dokumentární snímek Václava Dvořáka z roku 2008. Ústředním tématem dokumentárního filmu je kontroverzní válka v Kosovu a pozdější odtržení Kosova od Srbska, které podává z „nemainstreamové“ prosrbské perspektivy.
Film vznikl postupně od roku 2004 ve spolupráci s ČT, která poskytla výrobní kapacity, např. střižny, a se srbskými veřejnoprávními médii, od kterých byly pro pořad vypůjčeny hlavně archivní záběry.[zdroj?] Pojednává o dějinách Kosova, zmiňuje se o těžkostech druhé světové války, konce 70. let 20. století v komunistické Jugoslávii a hlavně 90. letech 20. století a prvním desetiletí nového století. Negativně se vyjadřuje k západním mocnostem, které se snažily krizi v Kosovu řešit, hlavně pak síly KFOR a nepřímo současnou situaci přirovnává k Mnichovskému diktátu. Rovněž uvádí spojitosti mezi Kosovskou osvobozeneckou armádou a politickým vedením jednostranně vyhlášeného samostatného kosovského státu. Poukazuje na strádání Srbů v enklávách (nazývaných zde jako ghetta) a albánské zločiny.[zdroj?] Často se objevují velmi brutální záběry.
Václav Dvořák je předseda občanského sdružení Přátelé Srbů na Kosovu a zpochybňuje oficiálně přijímaný počet obětí srebrenického masakru.
Česká televize odmítla tento dokument pro jeho jednostrannost vysílat samostatně, byl odvysílán 27. července 2008 na programu ČT2 v rámci komponovaného večera, ve kterém byl pro vyváženější obraz doplněn francouzským dokumentem Kosovo – černá díra Evropy a následnou diskuzí. Kvůli odložení údajně již slíbeného termínu premiéry získal film „disidentský“ přívlastek zakázaný dokument ČT.